# Jabalón
Il Jabalón è un fiume della Spagna centrale, affluente di sinistra del Guadiana, che scorre per 161 km nella provincia di Ciudad Real, con direzione est-ovest. Nasce nel sito chiamato «Los Ojos», a 5 km della località di Montiel verso la strada di Villanueva de la Fuente e sbocca nel Guadiana a nord di Corral de Calatrava.

## Toponimo
L'origine del nome è oggetto di discussione, anche se l'ipotesi più probabile lo vede procedere dalla parola araba Jabal o Yabal, che significa «monte». Le rive sono state sfruttate per l'insediamento di nuclei di popolazione e zone abitate dalla preistoria, nell'età del bronzo, dai popoli preromani (oretani), nuclei o ville romane, visigoti, arabi, fino alle popolazioni attuali.

## Geografia
Scorre nel Campo de Montiel, zona geologicamente di bassa permeabilità per via delle caratteristiche argille del triassico, e a partire da Valdepeñas passa al Campo de Calatrava sopra materiali del terziario e quaternario, di origine alluvionale.
La portata non è regolare, e non è solita essere abbondante per la scarsa pioviosità della zona: presenta importanti magre, con letto secco o scarso, per il fatto di servire come collettore delle acque residue delle località attraversate. Questo spinse alla creazione della Comunità del fiume Jabalón (Manserja) per la depurazione ed il trattamento delle acque e dei rifiuti da parte dei comuni che la compongono.

## Capacità dei bacini
- Lago di La Cabezuela.

Superficie: 565 ha
Comuni: Valdepeñas e Torre de Juan Abad.
Appartiene al Dominio Público Hidráulico.
Capacità: 41 hm³
Altitudine: 763 m
- Lago di La Vega del Jabalón.

Superficie: 629 ha
Comuni: Calzada de Calatrava e Granátula de Calatrava
Appartiene al Dominio Público Hidráulico.
Capacità: 33,4 hm³
Altitudine: 639 m